# Nabarvené ptáče
Nabarvené ptáče je koprodukční film režiséra Václava Marhoula z roku 2019 podle stejnojmenného románu polského spisovatele Jerzyho Kosińského z roku 1965. Vypráví o malém chlapci, který během druhé světové války sám putuje kdesi po východoevropském venkově. Podle jmen, která se v knize vyskytují, jde o polsko-ukrajinské pohraničí. Film je černobílý. Natáčel se částečně v mezislovanštině, umělém slovanském mezijazyku.
Film byl přijat do hlavní soutěže 76. ročníku Benátského filmového festivalu, na němž od studentské poroty obdržel cenu Film pro UNICEF za nejlepší snímek bojující za dětská práva. V září 2019 se představil také na mezinárodním filmovém festivalu v Torontu.

## Obsazení
| Petr Kotlár                | chlapec Joska Nikodém          |
| Nina Šunevič               | Marta, Joskova teta            |
| Alla Sokolova              | vědma Olga                     |
| Udo Kier                   | mlynář                         |
| Michaela Doležalová        | mlynářka                       |
| Zdeněk Pecha               | čeledín ve mlýně               |
| Lech Dyblik                | ptáčník Lech                   |
| Jitka Čadek Čvančarová     | bláznivá Ludmila               |
| Milan Šimáček              | majitel koně                   |
| Stellan Skarsgård          | německý desátník Hans          |
| Pavel Kříž                 | uvědomělý muž                  |
| Harvey Keitel              | kněz                           |
| Julian Sands               | sedlák Garbos                  |
| Júlia Valentová Vidrnáková | rybářka Labina                 |
| Petr Klimeš                | starý muž, otec Labiny         |
| Radim Fiala                | velitel kozáků                 |
| Alexej Kravčenko           | rudoarmejský politruk Gavrila  |
| Barry Pepper               | rudoarmějský odstřelovač Miťka |
| Filip Kaňkovský            | prodavač na tržišti            |
| Petr Stach                 | předseda komise v sirotčinci   |
| Petr Vaněk                 | Nikodém, Joskův otec           |
| Robert Bárta               | cestující v autobusu           |

## Výroba
Film se natáčel od jara 2017 v Česku (např. u obce Kuřívody, v Brně v káznici na Cejlu, Josefově, Bezdružicích, Černošíně, Kácově, Slaníku, Českém Krumlově či v Boleticích), na Slovensku (u řeky Váh či v bratislavských ateliérech), v Polsku či na Ukrajině (v malé obci Svalovyči na Volyni).
Při natáčení velké akční scény v Boleticích vypomohli i režiséři Radim Špaček a Vít Karas a scéna se točila ve třech štábech.

## Ocenění a nominace
Film byl Českou filmovou a televizní akademií navržen americké Akademii filmového umění na Oscara za nejlepší cizojazyčný film. Dne 16. prosince 2019 Akademie oznámila, že postoupil do užšího výběru 10 vybraných snímků. Do oscarové nominace Nabarvené ptáče 13. ledna 2020 ale vybráno nebylo. Film byl také oceněn 9 Českými lvy za rok 2019.